# اسلیون
اسلیون شهری در استان اسلیون کشور بلغارستان است که جمعیت آن در سال ۲۰۰۱ میلادی ۱۰۰٬۶۹۵ نفر بوده‌است.
این شهر هشتمین شهر بزرگ بلغارستان است. شهر اسلیون در منطقه تاریخی تراکیه شمالی واقع است و مرکز اداری و صنعتی استان اسلیون محسوب می‌گردد.